# Hyndluljóð

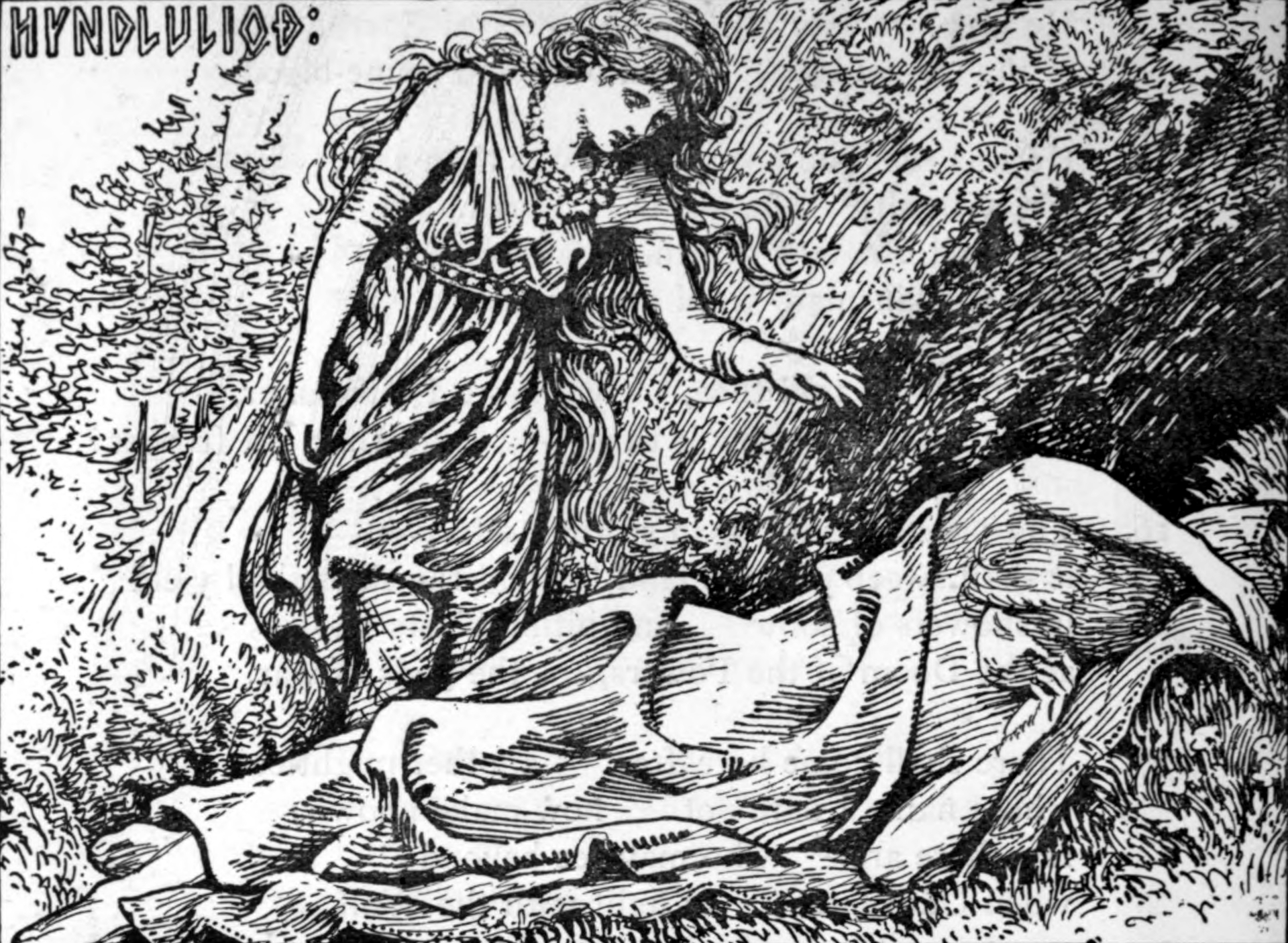
"Freyja despierta a Hyndla". Ilustración de W. G. Collingwood (1908).

Hyndluljóð, o Canto de Hyndla, es un poema en nórdico antiguo que con frecuencia es considerado parte de la Edda poética. Fue preservado en su totalidad en el Flateyjarbók y algunas de sus estrofas son citadas en la Edda prosaica, donde se mencionan como pertenecientes al Völuspá hin skamma.
En el poema, la diosa Freyja conoce a la völva Hyndla y se dirigen hacia el Valhalla. Freyja viaja en su jabalí Hildisvíni y Hyndla en un lobo. Su misión consiste en encontrar los ancestros de Óttarr, de modo que pueda obtener su herencia. El poema consiste mayormente en el recitado por parte de Hyndla de numerosos nombres de los ancestros de Óttarr.